# Brock McGinn
Brock McGinn (Fergus, Ontario, 2 de febrero de 1994), apodado Ginner, es un jugador profesional canadiense de hockey sobre hielo que se desempeña en la posición de extremo izquierdo en Anaheim Ducks, equipo de la National Hockey League (NHL).

## Carrera
Fue seleccionado en la segunda ronda en la NHL Entry Draft de 2012. En 2015 hizo su debut profesional con el equipo Carolina Hurricanes, en el cual jugó seis temporadas (2015-2021), después pasó a Pittsburgh Penguins (2021-2022), luego a Anaheim Ducks, donde lleva jugando dos temporadas.